# Каскіново (Кугарчинський район)
Каскі́ново (рос. Каскиново, башк. Ҡасҡын) — присілок у складі Кугарчинського району Башкортостану, Росія. Входить до складу Санзяповської сільської ради.
Населення — 164 особи (2010; 196 в 2002).
Національний склад:
- башкири — 91%